# Teruki
Teruki est un prénom japonais. Teru signifie « briller » ou « avoir du succès » et ki signifie « arbre » ou « espoir ». En raison de sa complexité à l'écrit, il existe plusieurs possibilités orthographiques. Il s'agit d'un prénom masculin relativement commun mais pas très utilisé.

## Personnes célèbres
- Teruki (輝喜) est le prénom du batteur du groupe Antique Cafe né le 8 décembre 1980.

## Personnages de fiction
- Teruki Hanazawa de Mob Psycho 100.